# بندر القرني
بندر القرني مواليد 29 نوفمبر 1980م في السعودية، هو لاعب كرة قدم سعودي.
لعب سابقاً لأندية الطائي و الرائد و نجد و وج .